# 夾馬口水道

從珠海橫琴遠望澳門。

夾馬口水道是一個位於西江出海口附近的水域。該水域位於珠江口西岸，位於澳門離島與廣東省珠海市橫琴島之間的狹窄水域。夾馬口水道北接澳門的內港水域，南通南海。該水域在古時本為大橫琴、小橫琴、氹仔和路環之間一個名為外十字門的海域，南宋末年，南宋軍與元軍曾在此水域發生海戰。自20世紀中期起，廣東省珠海市與澳門先後進行填海工程，把外十字門的東西兩翼填平，便由十字形的水道變為狹長夾馬口水道。夾馬口水道的最窄處約只有200米，水道之上建有連接橫琴和路氹城的跨境行車橋樑蓮花大橋，而水道之海底則建有連接路氹填海區與澳門大學新校區之間的隧道澳大河隧。